# Transmissometer

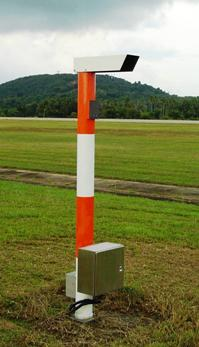
Transmissometer bij een start- en landingsbaan

Een transmissometer is een optisch instrument om de lichttransmissie in lucht of in een vloeistof te meten. Doel kan zijn het bepalen van de concentratie van gassen of van stof in de lucht of de vloeistof, of het meten van de zichtvermindering voor het verkeer ten gevolge van mist.

## Meetprincipe
Een evenwijdige lichtbundel wordt over een bekende lengte door de te onderzoeken lucht naar een meetcel gestuurd. Gemeten wordt de verhouding tussen de gemeten lichtintensiteit op de meetcel en de intensiteit van de uitgezonden bundel is een maat voor gas- of stofgehalte, respectievelijk voor de zichtvermindering. Deze verhouding, de transmissie genaamd, bedraagt
{\displaystyle T={\frac {I}{I_{0}}}}
waarin
- I0  = uitgezonden lichtintensiteit
- I = gemeten lichtintensiteit

De transmissie is dus een getal tussen 0 en 1. Bij T = 1 is er geen demping (lichtverlies).
In de praktijk wordt de transmissie meestal in procenten opgegeven:
{\displaystyle T[\%]=100\%\cdot {\frac {I}{I_{0}}}}

### Omgevingslicht
Om storende invloed van omgevingslicht te voorkomen, wordt een verwerkingsmethode toegepast die wel fasegevoelige detectie wordt genoemd. In zijn eenvoudigste vorm wordt de lichtbundel hierbij periodiek onderbroken met een vaste frequentie, zodat de lichtbundel het karakter van een blokgolf heeft. De aan- en uitperiodes zijn even lang. Gedurende de aanperiodes wordt de som van het blokgolfsignaal en het achtergrondlicht gemeten. Gedurende de uitperiodes wordt alleen het achtergrondsignaal gemeten, dat dan bovendien wordt omgepoold, dus met –1 vermenigvuldigd. Het resulterende signaal wordt nu over een groot aantal periodes gemiddeld, waardoor de bijdrage van het achtergrondlicht gemiddeld vrijwel nul is. Doordat de blokgolffrequentie zodanig wordt gekozen dat deze zo min mogelijk gemeenschappelijke harmonischen heeft met de lichtnetfrequentie, wordt de kans geminimaliseerd dat door het lichtnet gevoed omgevingslicht een significante bijdrage aan het meetresultaat geeft.

## Toepassingen
Transmissometrie wordt vooral toegepast in de industriële meettechniek en in de milieutechniek, voor het meten van schadelijke stoffen in verbrandingsgassen en dergelijke. Verder wordt deze meetmethode gebruikt voor het bepalen van de zichthinder voor het weg- en luchtverkeer door mist en eventuele luchtverontreiniging. Op luchthavens staan er gewoonlijk verschillende, om per landingsbaan de zogenaamde RVR (runway visual range), het zicht langs de landingsbaan, te meten. Op basis daarvan wordt beslist of een vliegtuig al dan niet mag landen.